# سعدان ليلي ثلاثي الخطوط
سعدان ليلي ثلاثي الخطوط (الأسم العلمي:Aotus trivirgatus)، المعروف أيضًا باسم سعدان ليلي الشمالي أو قرد البومة الشمالية، أحد أنواع قرود البومة المعروفة حاليًا. وجدت في فنزويلا وشمال وسط البرازيل.
حتى عام 1983، كانت جميع القرود البومة تعتبر سلالات من Aotus trivirgatus، وكان يشار إليها جميعا باسم سعدان ليلي (douroucoulis). استخدام الاسم دوروكولي حصريًا لقرد الليل ثلاثي الخطوط غير مقبول عالميًا ؛ يستخدمه بعض المصنفين للجنس بأكمله، أو لمجموعة الأنواع ذات العنق الرمادي داخلها (التي ينتمي إليها A. trivirgatus ).
مثل قرود البومة الأخرى، يعيش سعدان ليلي ثلاثي الخطوط خطوط في الغابات بما في ذلك الغابات المطيرة. إنه أسود بشكل رئيسي، مع علامات بيضاء ملفتة للنظر على وجهه. حجم جسمها 27-48 سم، وذيله هو تقريبا نفس الطول مرة أخرى. يصل وزن البالغين إلى 1 كلغ. لها عيون كبيرة جدًا، وهي أكثر نشاطًا في الليالي المقمرة، وتتغذى على الفواكه والمكسرات والأوراق والحشرات وغيرها من اللافقاريات الصغيرة وبيض الطيور.
يشكل سعدان ليلي ثلاثي الخطوط روابط زوجية لا يتم كسرها إلا بموت شريك واحد. وهي تعيش في مجموعات عائلية، حيث يقيم الشباب غير الناضجين مع والديهم حتى بلوغ مرحلة النضج الجنسي في سن 3 أو 4. عادةً يولد رضيع واحد، بعد فترة الحمل التي تزيد قليلاً عن 4 أشهر.